# Lánghy István
Lánghy István (Csokonya, 1796. május 20. – Pest, 1832. március 27.) gazdatiszt, mezőgazdasági és természettudományi író.

## Élete
A keszthelyi Georgikonban tanult, majd ezután gazdatisztként dolgozott. Pesten volt nyelvmester és nevelő, emellett írói munkásságot is kifejtett. Lencsés Antallal közösen szerkesztett a kéthetente megjelenő A természeti, gazdasági és mesterségi Elmeretek tárát (Pest, 1829). Számos külföldi művet és újságcikket fordított le, valamint dolgozott át, melyeket többnyire kibővítette saját hozzátoldásaival. Pesten hunyt el 1832-ben, sorvadásban.

## Munkái
- Gatti, Josephus, Delectus poetarum. Editio secunda aucta et emendita per ... Budae, 1825. Két rész. (I. Sales poetici proverbiales et jocosi, ad condimentum honestae conversationis, recreationem, et eruditionem simul studiosae juventutis collecti. II. Variorum poetarum carmina, descriptiones poeticas et morales, epigrammata et aenigmata continens, 201 költőből. Ism. Hazai s Külf. Tudósítások 1825. II. 31. sz., 1828. II. 3. sz.)
- Vizsgálódások a világ alkotmánya felett. Förstner Sándor báró után kiadta ... Pest, 1827.
- A tudományok ismeretére tanító könyv. Eschenburg Joachim János után ford. Pest, 1827. (2. czimkiadás: Encyclopaedia vagyis ... cz. Uo. 1828.)
- Vizsgálódások a mindenség felett. Dalberg Károly Tódor után, német nyelven írt 6. kiadás szerint kiadta ... Pest, 1828.
- Manuala procuratorum et causantium. Uo. 1828. (Kiadta névtelenül felvilágosító jegyzetekkel a censurára készülőknek. Ismertetés Hazai s Külföldi Tudósítások I. 43-ik szám.)
- Az összehasonlító élő természettudományok alapvonatjai. Trautmann Lipót után a 3. megjobbított és megbőv. kiadás szerint magyarázva kiadta. Pest, 1829.
- A magyar gyermekek barátja, melyet Wilmsen F. P. úrnak német nyelven szerkesztett 100. kiadása után kiadott. Pest, 1829. Két rész. Első rész Második rész
- A gyümölcsfatenyésztés, vagy új és igen könnyű módja annak, miképen lehet költség és egyszersmind oltás és minden mesterkélés nélkül ... jó gyümölcsnek új fajtáira szert tenni. Kiadta Geiger Xav. Ferencz német nyelven írt munkája harmadik kiadása után. Pest. 1830. Négy kötet.
- Az értelmes gyakorlott és gondos disznó-tenyésztő gazda és orvos. Magában foglalja a disznók természet historiáját ... Sok értelmes és gyakorlott gazdáknak és orvosoknak tapasztalásokkal telyes munkáikból öszve szerkesztetett és a magyar gazdák, gazdasszonyok és a disznókereskedők hasznára kiadott. Pest, 1830.
- Az értelmes gyakorlott és gondos baromfitenyésztő jó gazdasszony és orvos ... Pest, 1831.

Szerkesztette Lencsés József keszthelyi tanárral a Természeti, gazdasági és mesterségi Esmereek Tárát 1829-ben az I. félévben Pesten, mely hetenként kétszerjelent meg, két kötetben, 26 és 25 szám.
Levele Horvát Istvánhoz, Pest 1829. febr. 15. (a Magyar Nemzeti Múzeumban.)